# Первіс Еллісон
Первіс Еллісон (англ. Pervis Ellison, нар. 3 квітня 1967, Саванна, Джорджія, США) — американський професіональний баскетболіст, що грав на позиції центрового за декілька команд НБА. Гравець національної збірної США.

## Ігрова кар'єра
На університетському рівні грав за команду Луівілл (1985–1989). Будучи першокурсником, став лідером команди та допоміг університету виграти чемпіонат NCAA. Його також було визнано Найвидатнішим гравцем турніру. За свою впевнену гру отримав прізвисько «Ніколи не нервовий Періс» (Never Nervous Pervis).
1989 року був обраний у першому раунді драфту НБА під загальним 1-м номером командою «Сакраменто Кінґс». У своєму дебютному сезоні отримав травму, та пропустив половину всіх матчів. Через це, одноклубник Денні Ейндж назвав його «Неробочим Первісом» (Out of Service Pervis), пересмикуючи університетське прізвисько.
1990 року був обміняний до «Вашингтон Буллетс». У сезоні 1990—1991 набирав 20 очок, 11,4 підбирань та 2,6 блоки за гру, що дозволило йому отримати нагороду Найбільш прогресуючого гравця НБА. Подальший успіх не дозволили розвинути постійні травми. Через них пропустив 29 матчів у сезоні 1992—1993 та 30 матчів у сезоні 1993—1994. Через це «Буллетс» не стали продовжувати з ним контракт.
1994 року як вільний агент перейшов до «Бостон Селтікс», у складі яких провів наступні 6 сезонів своєї кар'єри. У Бостоні продовжилась боротьба з травмами — у своєму першому сезоні за «Селтікс» зіграв лише половину матчів, а у подальших трьох сезонах зіграв у 69 матчах з 246 можливих.
Останньою ж командою в кар'єрі гравця стала «Сіетл Суперсонікс», до складу якої він приєднався 2000 року і за яку відіграв лише 9 ігор.